# 小行星8741
小行星8741（英語：8741 Suzukisuzuko）是一颗围绕太阳公转的小行星。1998年1月25日，小林隆男在大泉天文台发现了此天体。
这颗小行星的绝对星等为146.80227等。